# Franz Schachner
Franz Schachner (n. 20 iulie 1950, Liezen, Stiria, Austria) este un sănier ce a reprezentat Austria, medaliat olimpic. A participat la o ediție a Jocurilor Olimpice (1976) în care a câștigat o medalie de bronz.

## Participări
Lista de mai jos prezintă principalele competiții la care a participat Franz Schachner de-a lungul carierei.
- Sanie la Jocurile Olimpice de iarnă din 1976 – proba de dublu[*]